# Tsrnik
Tsrnik ou Crnik (en macédonien Црник) est un village de l'est de la Macédoine du Nord, situé dans la municipalité de Pehtchevo. Le village comptait 707 habitants en 2002. Il est majoritairement turc.

## Démographie
Lors du recensement de 2002, le village comptait :
- Macédoniens : 158
- Turcs : 284
- Roms : 252
- Serbes : 3
- Autres : 10